# AMR 35
Automitrailleuse de Reconnaissance 35 (AMR 35) – francuski lekki czołg rozpoznawczy, produkowany w zakładach Renault.

## Historia
Stanowił rozwinięcie konstrukcji AMR 1933, załogę nadal stanowiło 2 ludzi: kierowca i dowódca. Jednakże pojazd był nieco lepiej opancerzony i w późniejszych wersjach uzbrojony w wielkokalibrowy karabin maszynowy Hotchkiss kal. 13,2 mm lub działko przeciwpancerne 25 mm. Spowodowało to wzrost masy do 7 ton i nieznaczne obniżenie prędkości maksymalnej.
Wyprodukowano 200 sztuk.
Po zajęciu Francji przez Niemców część ocalałych pojazdów używano w armii niemieckiej pod nazwą PzSpWg ZTI 702(f). Część pojazdów przezbrojono poprzez usunięcie wieży i zamontowanie na jej miejscu moździerza 8cm sGrW34, pojazdy te służyły w niemieckich jednostkach okupujących Francję do końca wojny.